# Site de cashback
Un site de cashback este o platformă de cumpărături online care oferă membrilor săi o parte din bani înapoi, reprezentând un procent din valoarea comenzii plasate. Procentul diferă in funcție de magazinul partener si poate fi de la 1% pana la 30% din valoarea produsului, sau serviciului achiziționat.

## Cum funcționează
Acest gen de site se pretează în special pentru utilizatorii care fac cumpărături online în mod regulat, economisirea în acest caz poate fi destul de substanțială.
Modelul de funcționare este relativ simplu, când un client vrea să cumpere un produs, în loc să viziteze direct magazinul respectiv, poate alege să cumpere de la acelasi magazin, dar prin intermediul site-ului de cashback, astfel încât să primească acel procent din valoarea produsului cumpărat.
Site-urile de cashback primesc un comision din partea magazinelor partenere pentru fiecare comandă finalizată, comision care mai apoi este împărțit cu clientul care a cumpărat respectivul produs.
Valoarea comisionului primit de cumpărător depinde de procentul oferit de fiecare magazin în parte.
Acești bani, pe care membrii site-urilor de cashback îi primesc în urma cumpărăturilor realizate, se vor regăsi ulterior în contul de pe site-ul de cashback și partea frumoasă este că pot fi retrași imediat ce magazinul de la care s-a cumpărat produsul confirmă plata. Plata către utilizatori se poate face prin transfer bancar sau prin mandat poștal, în funcție de alegerea acestora.
De asemenea, majoritatea site-urilor de cashback oferă comisioane și pentru faptul ca un membru recomandă site-ul unui prieten, astfel ca daca acel prieten începe să își facă cumpărăturile prin intermediul platformei, membrul care l-a recomandat va primi un procent din valoarea comisionuli primit de acesta.
Unele site-uri de cashback oferă, de asemenea, forumuri de discuții, chestionare plătite online, oferte zilnice și alte recompense pentru a crește traficul și a menține loialitatea clienților.

## Istoric
Conceptul cumpărăturilor de tip cashback este destul de nou în România, 2010 fiind anul în care acest model de business a pătruns pe piața românească. În afară, probabil si pentru ca acest mod de a face cumpărături a apărut devreme, undeva prin 2005, site-urile de cashback au avut un asemenea succes încât se poate afirma că sunt noul trend în materie de shopping online, milioane de clienti folosind regulat  acest tip de economisire.